# Epizeuxis merricki
Epizeuxis merricki är en fjärilsart som beskrevs av Smith 1905. Epizeuxis merricki ingår i släktet Epizeuxis och familjen nattflyn. Inga underarter finns listade i Catalogue of Life.